# Stazione di Bergamo
La stazione di Bergamo è la principale stazione ferroviaria del capoluogo orobico. Stazione di tipo passante di superficie e di diramazione, è situata nel centro della città. È capolinea delle linee provenienti da Lecco, da Brescia, da Treviglio e da Seregno.

## Storia

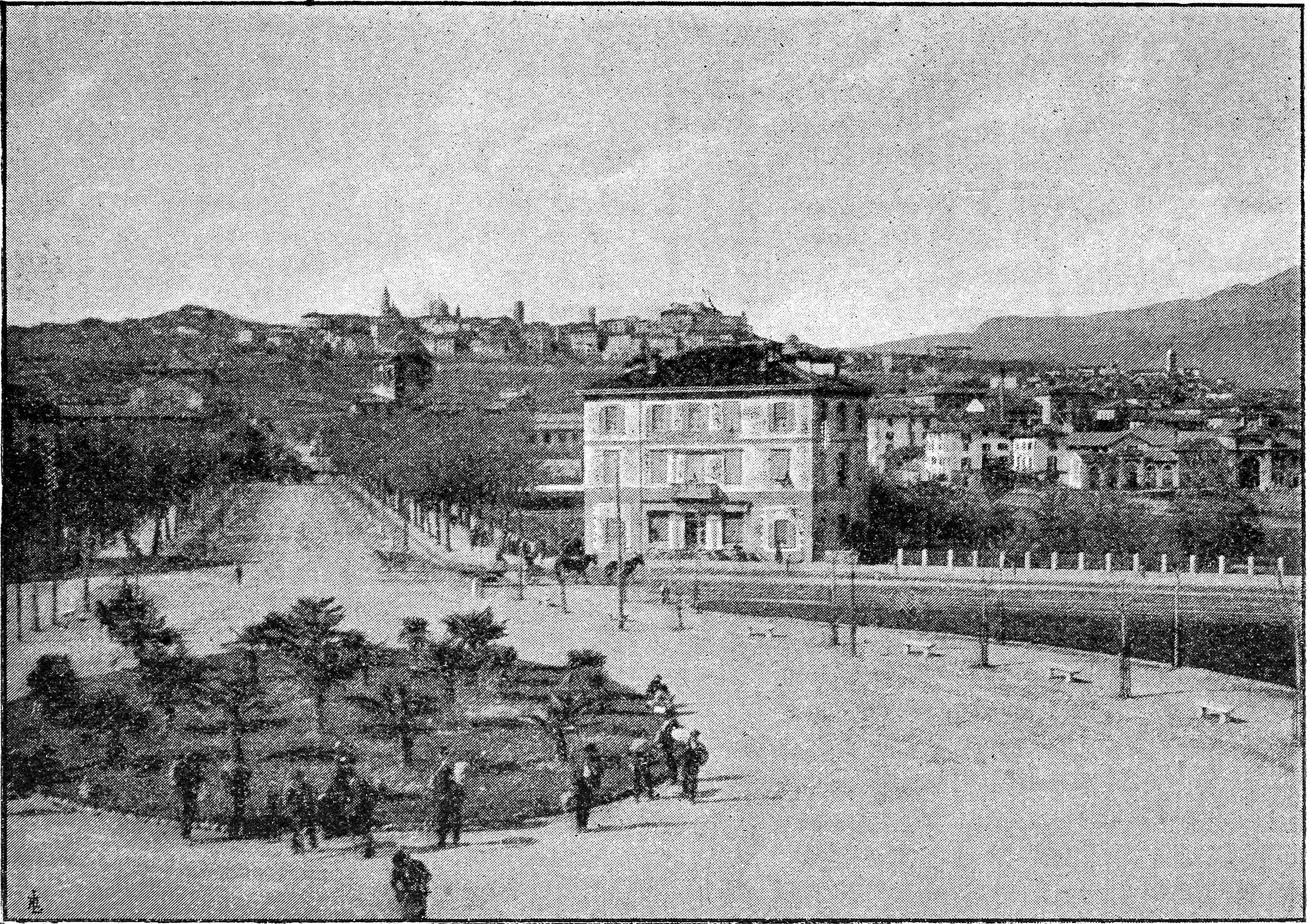
Piazzale della Stazione e via Ferdinandea a fine Ottocento. In primo piano, l'Albergo Stazione

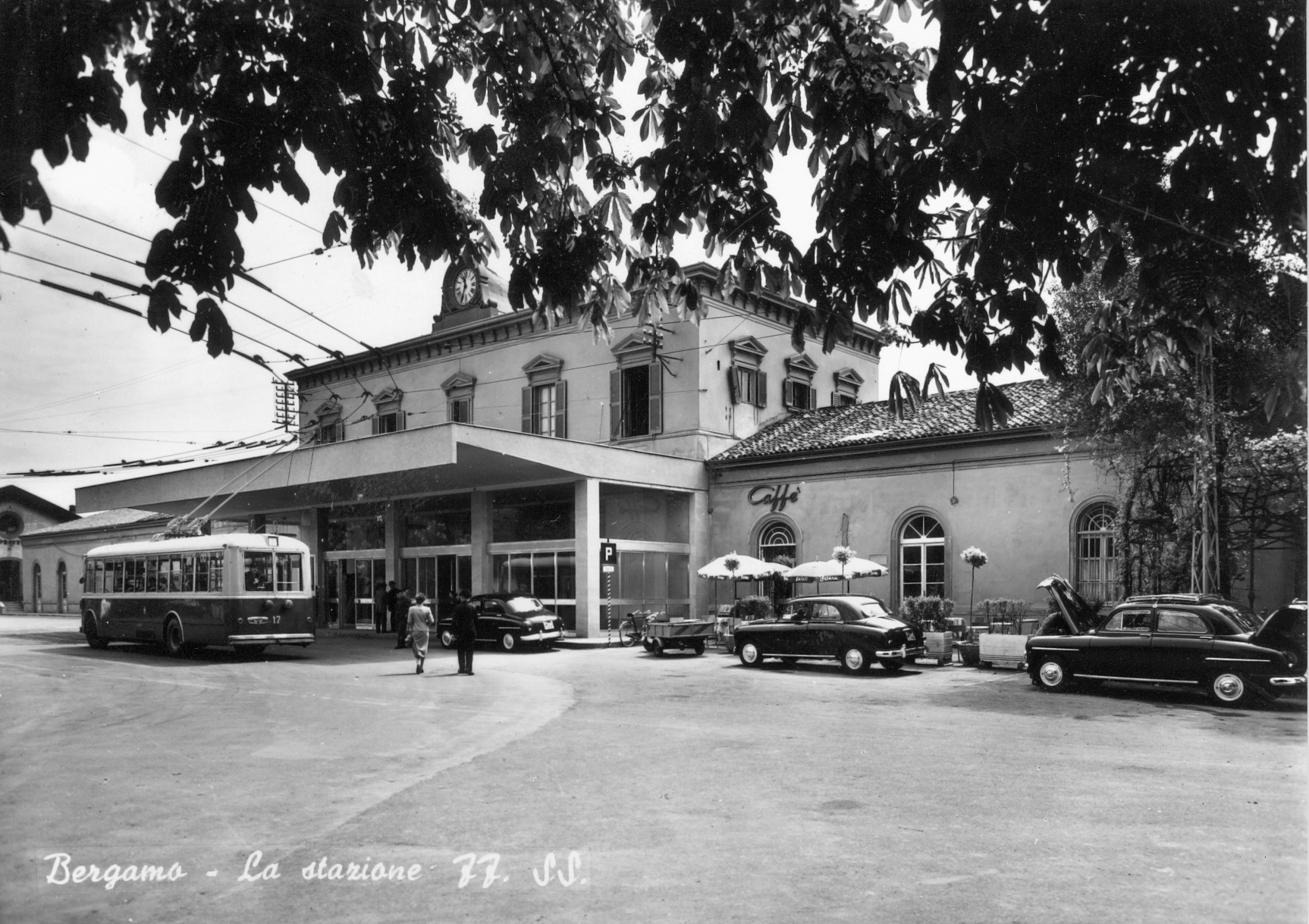
Stazione di Bergamo nel secondo dopoguerra, con filobus

La stazione fu costruita dalla Südbahn nell'ambito del progetto della ferrovia Ferdinandea (Milano-Venezia), e fu inaugurata il 12 ottobre 1857, assieme al tronco Treviglio-Bergamo-Coccaglio. Nel 1863 divenne stazione di diramazione, con l'attivazione della linea per Lecco.
Nel 1878 l'attivazione della tratta Treviglio-Rovato (via Chiari) permise di collegare Milano a Venezia in modo più diretto; da quella data la stazione di Bergamo perse improvvisamente di importanza, restando ai margini della rete ferroviaria principale.
Nel 1889 venne attivata la linea per Carnate, che nelle intenzioni avrebbe dovuto costituire un percorso pedemontano est-ovest; nei fatti, questo collegamento non acquisì mai l'importanza prevista.
Solo nei primi anni del XXI secolo furono iniziati lavori di potenziamento delle linee convergenti su Bergamo, al fine di migliorare i collegamenti verso Milano e (in un futuro più lontano) di potenziare i collegamenti suburbani nell'hinterland bergamasco: nel dicembre 2004 è infatti stato inaugurato il raddoppio della linea per Treviglio, con la successiva inaugurazione di tre nuove fermate sulla stessa pochi anni dopo, mentre, nel febbraio 2024, sono iniziati i lavori i lavori per il raddoppio del binario in un tratto comune alle linee per Lecco e Seregno, tra Bergamo e Curno.
Nel 2012 il piazzale antistante è stato riqualificato assieme alla stazione intera.
Dal 5 febbraio 2024 la linea Bergamo - Ponte San Pietro risulta sospesa per la realizzazione del raddoppio, inoltre per necessità tecniche la stazione è stata ridotta a 3 binari tronchi, 2 binari tronchi che servono la linea Bergamo - Milano ed 1 binario tronco che serve la linea Bergamo - Brescia.

## Strutture e impianti
Il fabbricato viaggiatori è collegato a nove binari passanti, a cui si aggiungono due binari tronchi, tramite un sottopasso che congiunge la stazione a via Gavazzeni, nei pressi della quale è ubicato il polo scolastico cittadino. Il sottopasso è stato aperto nell'autunno 2008, dopo quasi cinquant'anni dai primi progetti. I binari per il servizio merci sono sei.

## Movimento

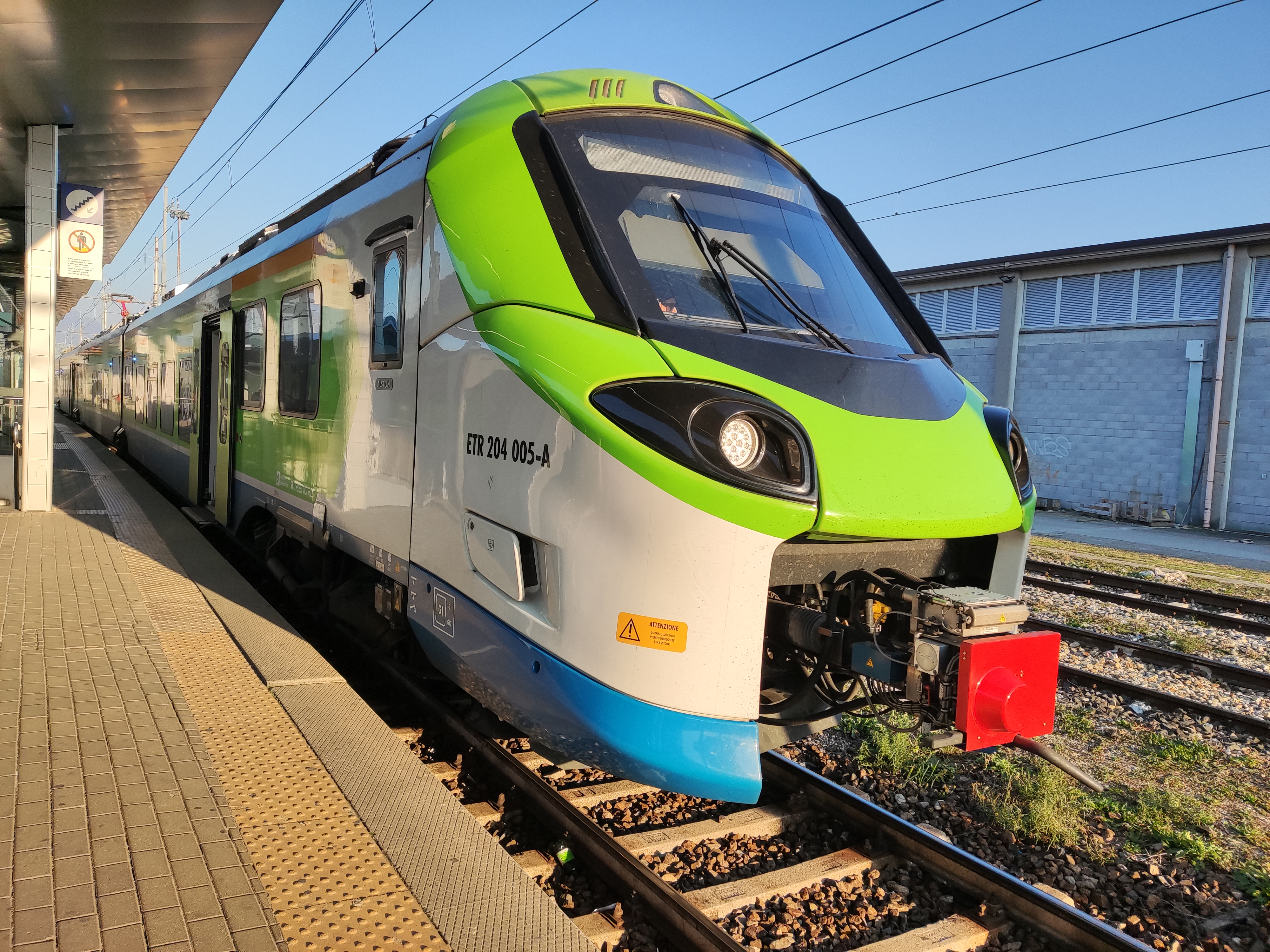
ETR 204 di Trenord in sosta alla stazione di Bergamo

La stazione, servita da relazioni a lunga percorrenza Trenitalia, NTV e Trenitalia Tper e da relazioni regionali verso Brescia (R1), Treviglio (R2), Lecco (R7) e Milano via Carnate (R14), svolte da Trenord nell'ambito del contratto di servizio stipulato con la Regione Lombardia, registra annualmente un flusso medio di oltre dieci milioni di viaggiatori. 
Da febbraio 2024, con l’avvio dei lavori alla stazione e la riduzione del numero di binari disponibili, i treni della lunga percorrenza non sono più effettuati, ad eccezione di treni di tipo regionale per le località liguri, effettuati nelle stagioni primaverile ed estiva, e la Freccia della Versilia (treno per Pisa Centrale). 
Inoltre la stazione è servita dai treni RegioExpress RE2  Bergamo - Pioltello - Milano Centrale, anch’essa svolta da Trenord.

## Servizi
La stazione, di categoria Gold, dispone di:
- Biglietteria a sportello
- Biglietteria automatica
- Sala d'attesa
- Bar
- Negozi
- Ristorante
- Posto di Polizia ferroviaria
- Servizi igienici a pagamento

## Interscambi
La stazione è servita da una fermata della rete automobilistica urbana gestita dall'ATB, e risulta adiacente al capolinea della tranvia della Val Seriana che collega Bergamo con Albino.
- Stazione autobus
- Terminal della tranvia interurbana
- Taxi

In passato la stazione fungeva da snodo principale di una estesa rete costituita dalla rete tranviaria di Bergamo, in seguito sostituita da una rete filoviaria, dalle ferrovie della val Seriana e della val Brembana, nonché dalle tranvie Monza-Trezzo-Bergamo, Bergamo-Albino, Bergamo-Trescore-Sarnico, Bergamo-Trescore-Lovere, Bergamo-Soncino e Lodi-Treviglio-Bergamo.